# Botrylloides leachii
Espèce
Botrylloides leachii, le botrylle de Leach, est une espèce d'ascidies de la famille des Styelidae.
Sa façon singulière de se propager et de se régénérer la fait considérer comme un modèle idéal pour des études biologiques sur le développement, l'immunologie, les cellules souches et la régénération.

## Description
Cette ascidie composée, encroutante, ressemble à Botryllus schlosseri mais les individus sont groupés en doubles rangées de part et d'autre d'un long canal exhalant médian commun. Les couleurs sont ternes et variées : gris, jaune, rose, brun.

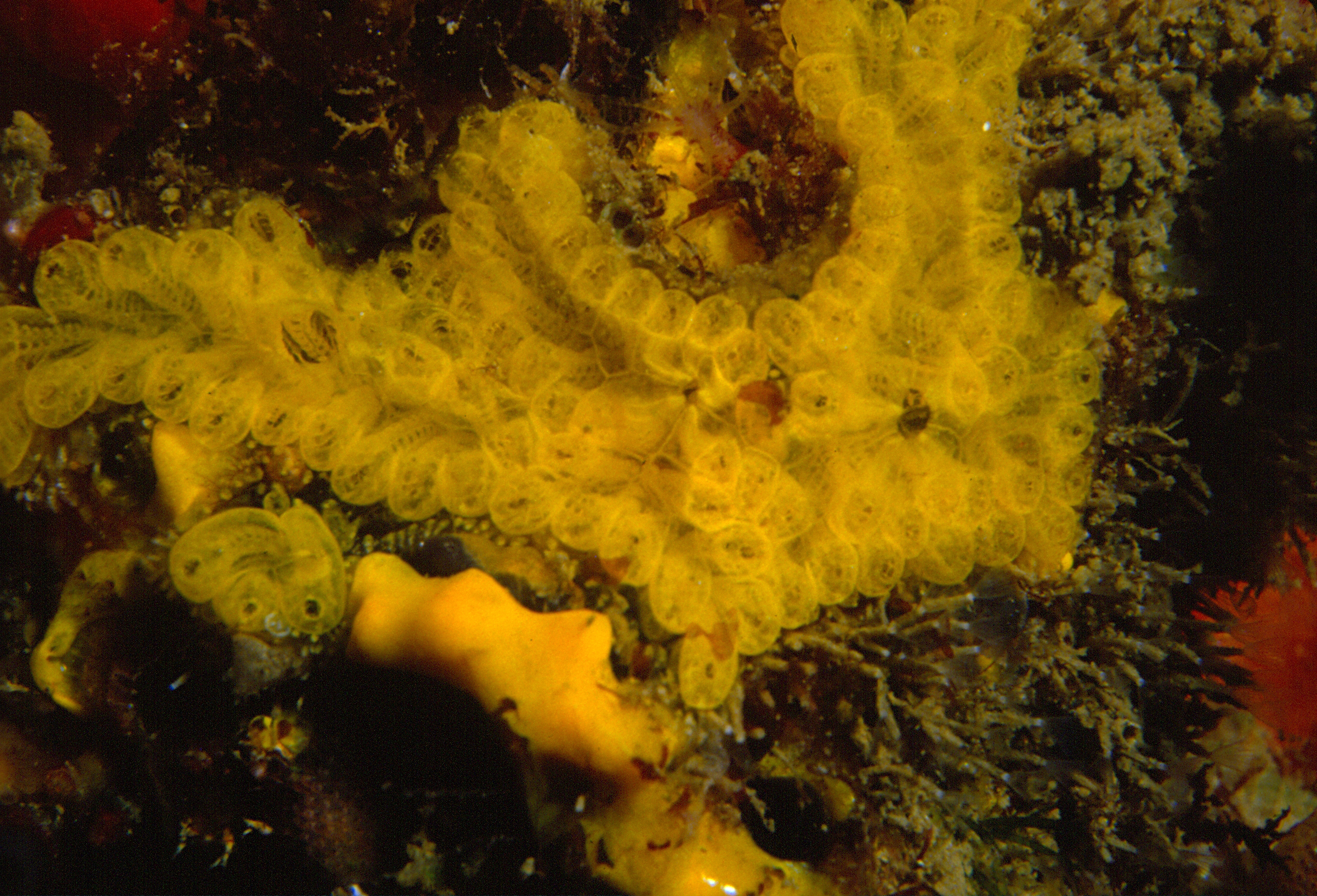
Colonie de Botrylloides leachii